# Andrés Lizarraga
Andrés Lizarraga,( La Plata, provincia de Buenos Aires, Argentina, 18 de junio de 1919 – Caracas, Venezuela, 21 de mayo de 1982 ) cuyo nombre completo era Andrés Marcelino Lizarraga, fue un dramaturgo, guionista y letrista.

## Actividad profesional

### Teatro
Su obra comenzó a conocerse inicialmente en el ámbito del teatro independiente, y fue allí donde Yirair Mossian dirigió una alabada puesta en escena de Tres jueces para un largo silencio en Organización Latinoamericana de Teatro OLAT, un grupo de teatro independiente surgido en 1950.
En 1960 presentó la obra Desde el 80 que había escrito en colaboración con Osvaldo Dragún.
Entre sus obras teatrales se destaca la “trilogía sobre Mayo” que sigue tanto estética como conceptualmente la corriente historiográfica del revisionismo histórico, en la que plantea una continuidad de la posición de Juan José Castelli en la etapa inicial de la Revolución de Mayo  y su relación con Juana Azurduy y Manuel Asencio Padilla –Tres jueces para un largo silencio-, la historia de estos dos últimos, en Santa Juana de América –que en 1960 ganó el Premio Casa de las Américas en el rubro teatro– y el momento de la contrarrevolución del Alto Perú en Alto Perú.
En la obra posterior hay variedad de temas y de formas expresivas: Los Linares (1960), que recibió el primer premio del gobierno de Santa Fe; El carro eternidad (1962); Y dale que va (1963); Un color soledad, obra con un asfixiante clima provinciano; Caralinda, Primavera y Patapufete (1963) obra de teatro infantil que fue estrenada en Rosario y llevada luego a España; ¿Quiere Ud. comprar un pueblo? (1966), inspirada en un hecho real sucedido en Europa; Jaime el destripador (1967); La cama y el emperador (1970), que fue exhibida en España;  Proceso de Juana Azurduy (1972), una suerte de síntesis de su Santa Juana…; la comedia musical Romeo, Julieta . . . y el tango (1973); El torturador (1974); Apenas un siglo (1978) y Tragos a la madrugada (1980) que fue su última obra estrenada y trata del tedio y la esterilidad de la vida burguesa. Al fallecer estaba terminando Contacto en Madrid, una obra sobre el exilio.
Y dale que va fue un espectáculo inspirado en El organito de Armando y Enrique Discépolo a cuyo texto se le agregaron una suerte de guion cinematográfico y canciones y comentarios de Lizarraga, películas con fragmentos de documentales e imágenes y música de Atilio Stampone.
De las más de 25 obras que escribió, 18 fueron representadas en América y Europa; tuvo traducciones en alemán, francés, finés, chino, polaco, portugués, ruso y rumano. Se recuerda la adaptación que realizó de la obra Tartufo trató de acentuar la exposición de las contradicciones políticas, económicas y sociales de la época en Francia que ya mostraba el texto de Molière.
Fue un escritor comprometidos en la defensa de las libertades y en la denuncia contra las arbitrariedades de las dictaduras. El teatro de Lizarraga 

“denuncia una actitud rebelde frente a los problemas sociales que conforman nuestro tiempo…La que mejor testimonia la capacidad de Lizarraga, por su estructura y su contenido dramático es Tres jueces para u largo silencio, donde con trazos vigorosos capta la imagen revolucionaria y trágica de Juan José Castelli”

### Televisión
Ya en 1956 escribió para televisión los libretos del programa Teleteatro para la hora del té, en 1959, también por Canal 7 que era el único en ese momento, fue junto a Osvaldo Dragún y Roberto Cossa uno de los autores del mítico programa Historia de jóvenes cuyo tema, indicado en el título, era inusual en la dramaturgia argentina; los actores, que provenían del teatro independiente y tuvieron también participación en la renovación del cine de esos años, fueron figuras como Norma Aleandro, Emilio Alfaro, Luis Medina Castro, Jorge Rivera López, Susana Rinaldi y Violeta Antier, entre otros. El mismo año fue uno de los guionistas del programa Buenos Aires de hoy, un teleteatro con la problemática de la época dirigido por David Stivel y al año siguiente fue guionista del programa Muchachos de mi barrio que se transmitía por el recién inaugurado Canal 13 y que si bien no llegó a durar 3 meses tuvo buena crítica, como la de Radiofilm que expresó “El libro de Lizarraga pinta con asombrosa fidelidad el auténtico ambiente de un barrio porteño, con los problemas de un club de fútbol, que nos asombraría que hayan ocurrido en la realidad”.
En 1961 Lizarraga realizó, con idea y dirección de María Herminia Avellaneda los libretos del programa de Canal 13 Yo…soy usted del cual la revista Usted comentó el 21 de marzo de 1961: “Concebido, en cierta forma, en la línea de Bertold Brecht (los actores son de pronto comentaristas de los problemas generales, y hasta interpelan súbitamente al público, enfoca un ambiente de clase media, con punzante sentio crítico y afán redentor bastante visible” en tanto el diario La Razón lo consideraba lo mejor del año por su realización artística y su propósito de elaborar con sentido crítico hechos cotidianos, siendo galardonado con el Premio Martín Fierro en el rubro teleteatro.
De los años siguientes se recuerdan sus guiones para programas de Canal 11 Todo Buenos Aires (1966) protagonizado por Jorge Salcedo y después por Tito Alonso,Los premiados, un ciclo de corta duración y elenco rotativo y Hospital privado (1970), que tenía como tema las relaciones de un grupo de médicos combinado con historias unitarias con protagonistas rotativos que se transmitió durante 5 meses que fue un ejemplo de buena ficción aunque sin importante audiencia.
En 1971 hizo los guiones de algunos de los episodios del Ciclo de teatro argentino de Canal 7 y en 1972 realizó las adaptaciones de obras teatrales nacionales y extranjeras que se pasaron en el programa Platea 7, del canal del mismo número, que obtuvo el Premio Martín Fierro de ese año en el rubro Teatro televisado.. Al año siguiente escribió algunos de los textos del programa La novela semanal de Canal 9 y el 1° de enero de 1973 en Platea 7 se transmitió la ambiciosa adaptación de Lizarraga de Don Quijote de la Mancha.
En 1974 escribió algunos de los episodios de El teatro de Jorge Salcedo y los libretos de En ascenso, una ficción referida a los pequeños-grandes problemas de un club de barrio, que no interesó mucho a la audiencia. Un ciclo de unitarios con elenco encabezado por Teresa Blasco más elenco rotativo en 1975 tuvo como uno de los guionistasa Lizarraga, quien al año siguiente escribió para que canal 13 los transmitiera entre marzo y abril, los 9 capítulos de la adaptación de Extraño interludio, la obra de Eugene O'Neill, que fue criticada por la densidad y morosidad, poco adecuada para los ritmos televisivos. El mismo año fue el guionista de 2 episodios de Cuentos para la noche y del ciclo Alta Comedia en donde trabajó junto a Ponchi Morpurgo.

### Cine
En 1961 con la actuación de Cipe Lincovsky se estrenó la película Die heilige Johanna von Amerika y en 1963 la película Rolando Gomez ist verschwunden, ambas realizadas para televisión en Alemania Oriental y basadas en obras de Lizarraga. En 1966 se estrenó la película Castigo al traidor, dirigida por Manuel Antín con Lizarraga como coguionista junto al director.

### Guiones de televisión
- Cuentos para la noche (Serie) (1976) (2 episodios) 
  - Último round para tres (1976)
  - Casi como un tango (1976)
- Teatro popular (1975)
- Alta comedia  (Serie) (2 episodios) 
  - María  (1975)
  - Soledad de una caída  (1974)
- La novela semanal (1973)
- Teatro argentino  (Serie) (9 episodios) 
  - Dos parejas y media (1975)
  - Calandria (1973)
  - La cama y el sofá (1973)
  - Un distinguido ciudadano (1973)
  - Para que se cumplan las escrituras (1973)
- El teatro de Jorge Salcedo (Serie) (1974) 
  - Sopa de ajo, peón de stud
  - Doctor Peña González, médico
  - Aníbal Méndez, trepador
  - No es cuento lo de Hugo, el colono
- En ascenso (Serie) (19 episodios) (1974)
- Vermouth de teatro argentino  (Serie) (1974) (4 episodios)
- ‘’Platea 7 (Serie) (14 episodios) (1972)
- Tardes de cine y teatro (Serie) (2 episodios) (1973)
- La novela semanal (Serie) (1 episodio)  (1972)
- Ciclo de teatro argentino (Serie) (9 episodios) (1971)
- Hospital privado (Serie) (19 episodios) (1970)
- Los premiados (1966)
- Todo Buenos Aires (1966)
- Muchachos de mi barrio (1960)
- Buenos Aires de hoy (1959)
- Historia de jóvenes (1959)

### Letras de canciones
Escribió las letras de la milonga Fiesta de mi ciudad, los tangos Mocosa, Tomate el ascensor y La calle que soñabas, todos musicalizados por Atilio Stampone y De mi ciudad con música de Emilio Juan Sitano.
Luego de la llegada al poder en 1976 de la dictadura militar, se exiló en Venezuela, donde siguió trabajando y falleció el 2 de mayo de 1982.